# Chromohorb
Chromohorb (ukr. Хромогорб) – wieś na Ukrainie, w rejonie stryjskim obwodu lwowskiego. Wieś liczy 85 mieszkańców.
W II Rzeczypospolitej do 1934 samodzielna gmina jednostkowa. Następnie należała do zbiorowej wiejskiej gminy Lubieńce w powiecie stryjskim w woj. stanisławowskim. Po wojnie wieś weszła w struktury administracyjne Związku Radzieckiego.